# Clayton (Indiana)
Clayton – miasto w Stanach Zjednoczonych, w stanie Indiana, hrabstwo Hendricks. W roku 2000 liczba ludności wynosiła 693. W roku 2023 liczba mieszkańców wzrosła do 927 osób, a gęstość zaludnienia przekroczyła 713 osób/km².

## Geografia
Clayton leży na współrzędnych geograficznych: 39°41′22″N i 86°31′22″W. Według danych amerykańskiego Biura Spisów Ludności (U.S. Census Bureau), miasto zajmuje powierzchnię 1,3 km², w całości lądową.

## Demografia
Według spisu z roku 2000 miasto zamieszkuje 693 osób, które tworzą 258 gospodarstwa domowe, oraz 199 rodzin. Gęstość zaludnienia w mieście wynosiła 533,1 osoby/km².